# Elleanthus tandapianus
Elleanthus tandapianus är en orkidéart som beskrevs av Dodson. Elleanthus tandapianus ingår i släktet Elleanthus och familjen orkidéer. Inga underarter finns listade i Catalogue of Life.